# روبرت بيج (عالم أورام)
روبرت بيج هو طبيب كندي، ولد في 27 ديسمبر 1914 في Florenceville-Bristol ‏ في كندا، وتوفي في 2 مارس 1982.